# Dipcadi serotinum

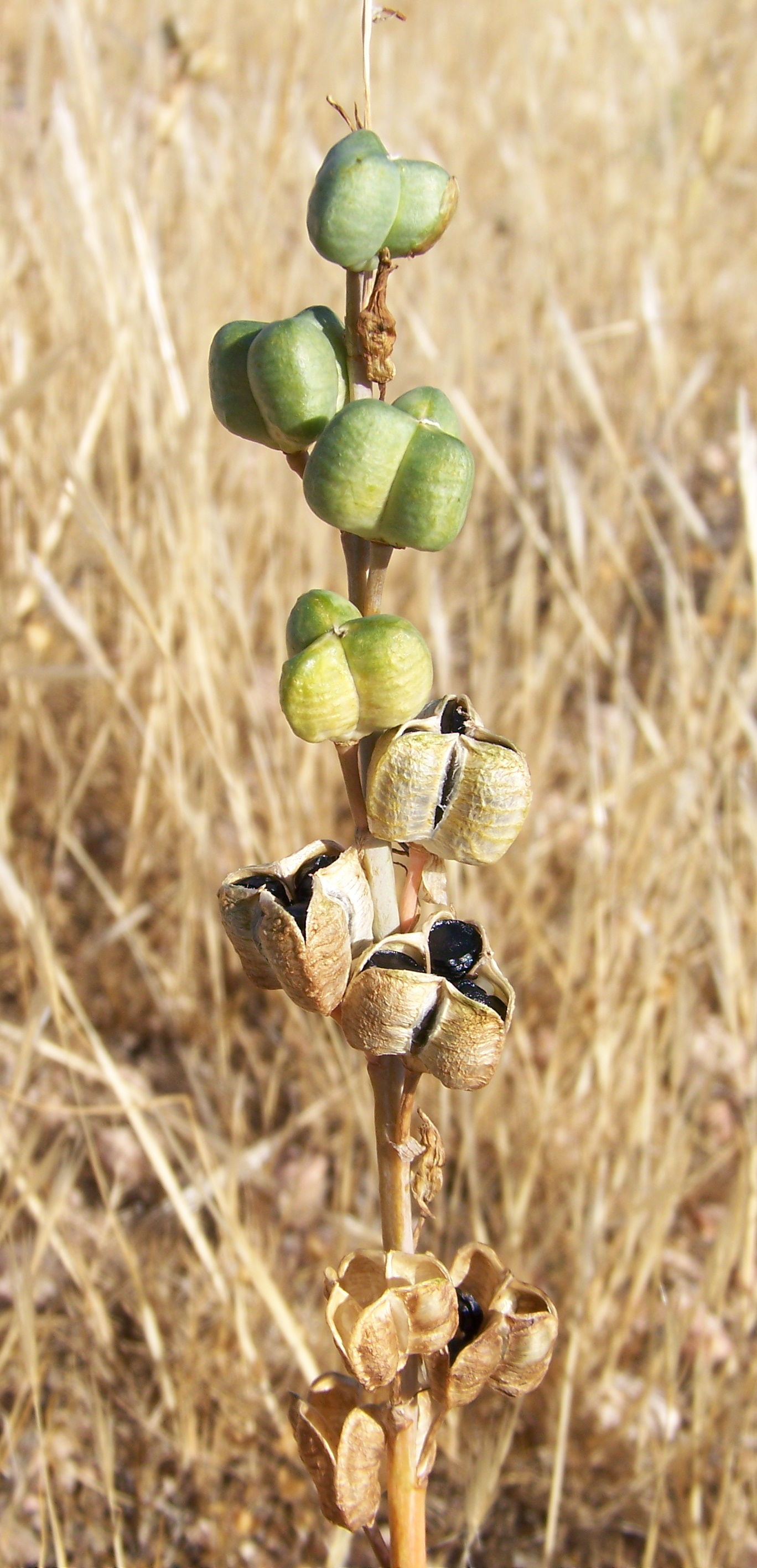
Frutos maduros e inmaduros.

El jacinto bastardo  (Dipcadi serotinum) es una especie de planta bulbosa del género Dipcadi en la familia Asparagaceae.

## Descripción
Planta bulbosa perenne, glabra, con tallo sin hojas de 10-40 cm de alto. Bulbo ovalado, grande, con una envoltura blanquecina similar al papel (túnica). Hojas en número de 3-5 en roseta basal, lineares hasta lanceoladas, acanaladas, más cortas que el tallo, rectas o separadas. Inflorescencia floja, con 3-20 flores y esporofilos lanceolados que son algo más largos que los pedúnculos de las flores. Flores rectas en el capullo, inclinadas al florecer, tubulares-acampanadas, de 12-15 mm de largo, amarillas amarronadas hasta rojas anaranjadas o verdosas. Pétalos soldados entre sí por la base, los 3 interiores estirados, los 3 externos revueltos. Estambres en el centro del tubo corolino, internos. Frutos triloculares globosos, dehiscentes por tres hendiduras apicales centrífugas; numerosas semillas verticalmente comprimidas negras.

## Hábitat
Pasillos rocosos y arenosos. Pedregales calizos y arenales secos, desde las cercanías del mar hasta los montes de más de 2.000 m s. n. m.

## Distribución
En el Mediterráneo occidental, en Canarias, suroeste de Europa y noroeste de África.

## Taxonomía
Etimología
- Dipcadi: aunque el creador del género no menciona nada acerca del origen de tal nombre, lo cierto es que  ese vocablo figuraba ya en Dodonaeus (1569), refiriéndose a un 'jacinto' que la mayoría de los italianos de entonces llamaban frecuentemente 'dipcadi', vocablo de posible origen árabe por deformación de tibr qarīh, oro puro, por el color amarillento del perianto.[3]
- serotinum: prestado del latín sērōtǐnus, -a, -um, tardío, probablemente por su floración tardía respecto de otras especies de 'jacintos'.[4]

Dipcadi serotinum fue descrita primero por Carlos Linneo como Hyacinthus serotinus y publicado en Species Plantarum, vol. 2, p. 317, 1753 y transferido ulteriormente al género Dipcadi, de nueva creación, por Friedrich Kasimir Medikus y publicado en Historia et Commentationes Academiae Electoralis Scientiarum et Elegantiorum Literarum Theodoro-Palatinae, vol. 6, p. 431, 1790.
Citología
Número de cromosomas: 2n=8.
Sinonimia
- Agraphis serotina (L.) Heynh.
- Albuca minor Gled. nom. illeg.
- Dipcadi fulvum var. pruinosum Maire & Weiller
- Dipcadi hysudricum (Edgew.) Baker
- Dipcadi serotinum subsp. lividum (Pers.) Maire & Weiller
- Dipcadi serotinum var. pruinosum (Maire & Weiller) Maire
- Hyacinthus lividus Pers.
- Hyacinthus monomotapensis Desf. ex Poir.
- Hyacinthus serotinus L.
- Hyacinthus sulphureus Poir.
- Lachenalia serotina (L.) Willd.
- Scilla serotina (L.) Ker Gawl. nom. illeg.
- Scilla sordida Salisb. nom. illeg.
- Tricharis serotina (L.) Salisb. nom. inval.
- Uropetalon bourgaei Nyman
- Uropetalon hysudricum Edgew.
- Uropetalon serotinum (L.) Ker Gawl.
- Zuccagnia serotina (L.) Dennst.[8]

Taxones infraespecíficos aceptados
- Dipcadi serotinum var. fulvum (Cav.) Ball (Sinónimos: Dipcadi fulvum (Cav.) Webb & Berthel., Dipcadi serotinum subsp. fulvum (Cav.) K.Richt., Hyacinthus fulvus Cav., Uropetalon fulvum (Cav.) Sweet).[8]

## Nombres comunes
- Castellano: jacinto bastardo, jacinto extraño, jacinto leonado.[6]
- En Canarias se conoce por tabaraste gato (del tamazight insular: ⵜⴰⴱⴰⵔⴰⵙⵜ, de ta-baras-t > tabaraste, palabra femenina que significa 'bolita' y ⴰⴳⴰⵜⵓ, de agettum > agatu > gato, que significa 'largo tallo o varilla' -bolita de largo tallo-)[9][10]